# JS Muroto (1979)
JS Muroto (ARC-482) (Tiếng Nhật: むろと) là một tàu đặt cáp thuộc Lực lượng Phòng vệ trên biển Nhật Bản (JMSDF).

## Lịch sử phát triển
Chương trình phát triển tàu đặt cáp thế hệ mới được lên kế hoạch vào năm 1977, nhằm thay thế cho tàu JSTsugaru (ARC-481) đã quá lạc hậu. Đây là lớp tàu thế hệ thứ 2 được đặt tên Muroto. Muroto vốn là tên một thành phố thuộc tỉnh Kōchi, Nhật Bản. 
Quá trình nghiên cứu, chế tạo được thực hiện bởi Mitsubishi Heavy Industries. JS Muroto được phát triển dựa trên cơ sở tàu đặt cáp Kuroshio Maru của Tổng công ty Điện thoại và Điện báo Nhật Bản (NTT) với nhiều cải tiến lớn. Thân tàu được đóng bởi Nhà máy đóng tàu Shimonoseki. Dự án đóng mới được khởi công ngày 25 tháng 11 năm 1977. Tàu được hạ thủy vào ngày 25 tháng 7 năm 1979 và đi vào hoạt động ngày  27 tháng 3 năm 1980, sau đó nó được biên chế cho Cục Hải dương học.
JS Muroto được loại khỏi Đăng bạ Hải quân vào ngày 4 tháng 4 năm 2012. Vào tháng 10 năm 2012, tàu rời Căn cứ hải quân Kure đến Vịnh Dokai, Kitakyushu, để tháo dỡ. Hiện nay, một số bộ phận của tàu đang được trưng bày tại Bảo tàng Lịch sử Lực lượng Phòng vệ trên biển Kure.

## Thiết kế
Tương tự tàu tiền nhiệm, nhiệm vụ chính của JS Muroto là lắp đặt thiết bị giám sát, theo dõi dưới nước tại các căn cứ, hải cảng và vùng biển chiến lược. Tàu được lắp đặt các mái che ở mũi và đuôi tàu, các sợi cáp được chứa trong két và thả ra từ phía mũi tàu. Cáp được chôn cáp ngầm trong bùn để tránh làm hỏng cáp, vốn rất dễ bị cắt do lưới kéo. Ngoài thiết bị đặt cáp, tàu còn được trang bị thiết bị lấy mẫu bùn, mẫu nước, nhiệt kế, thiết bị định vị vệ tinh, dẫn đường Omega, Loran C và các thiết bị chuyên dụng khác phục vụ công tác khảo sát, đo đạc biển. Cảm biến chính của tàu là radar định vị và theo dõi mục tiêu mặt nước OPS-9.  
JS Muroto có lượng giãn nước tương đương phân loại tàu khu trục – tiêu chuẩn 4.500 tấn, đầy tải 6.000 tấn, chiều dài 133 m, lườn rộng lớn nhất 17,4 m, mức mớm nước 8,6 m. Thủy thủ đoàn 135 người. Với bốn động cơ diesel Kawasaki V8 V22 30ATL (sản xuất theo giấy phép của MAN) công suất 8.800 mã lực, tàu có thể di chuyển với tốc độ tối đa gần 18 hải lý/h (33 km/h). Tàu cũng được trang bị động cơ đẩy ở mũi tàu cho phép cơ động tốt hơn trong quá trình đặt cáp ở ngoài khơi . 

## Hình ảnh

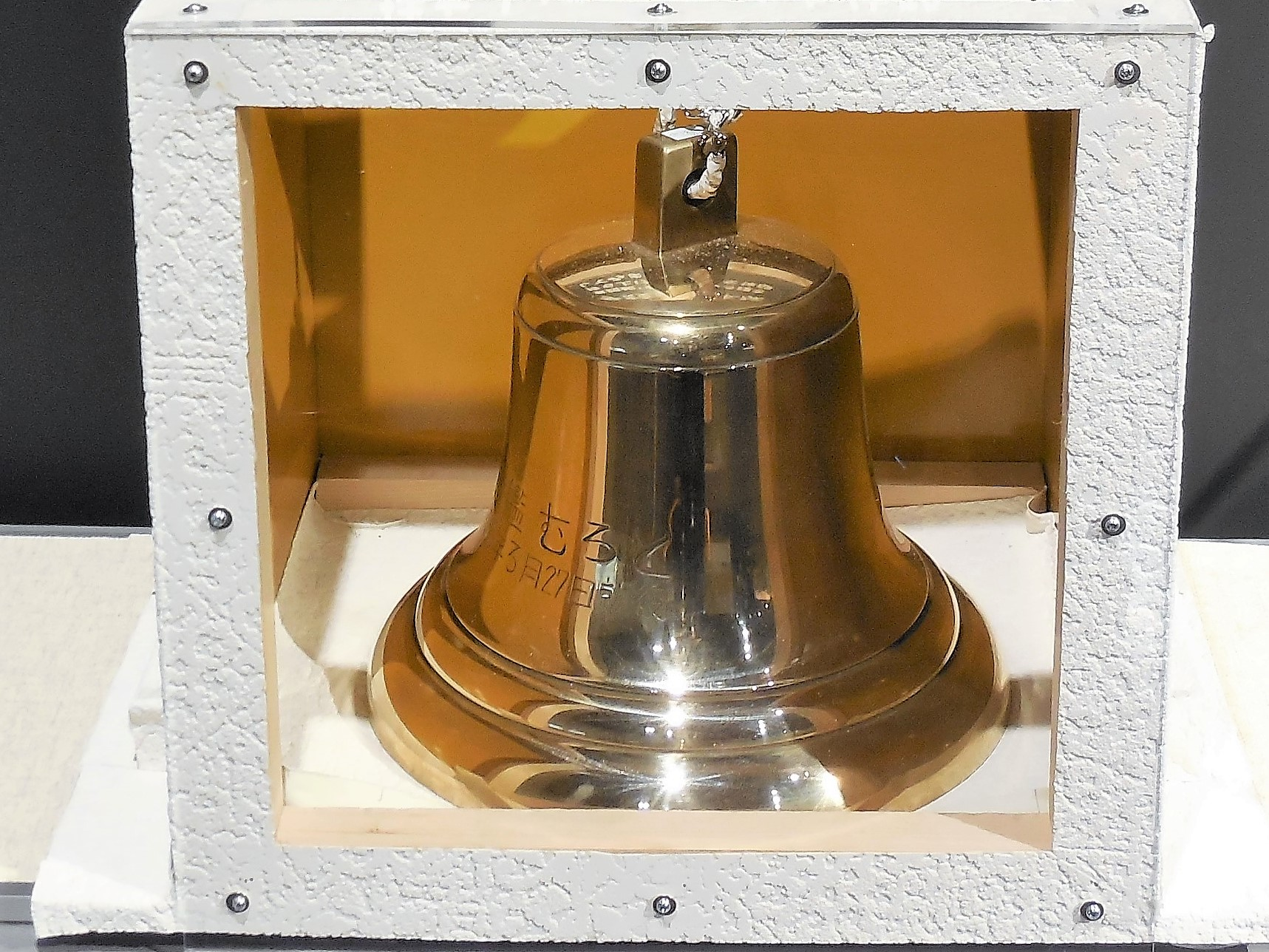
Chuông của JS Muroto được trưng bày tại Bảo tàng Lịch sử Lực lượng Phòng vệ trên biển Kure.
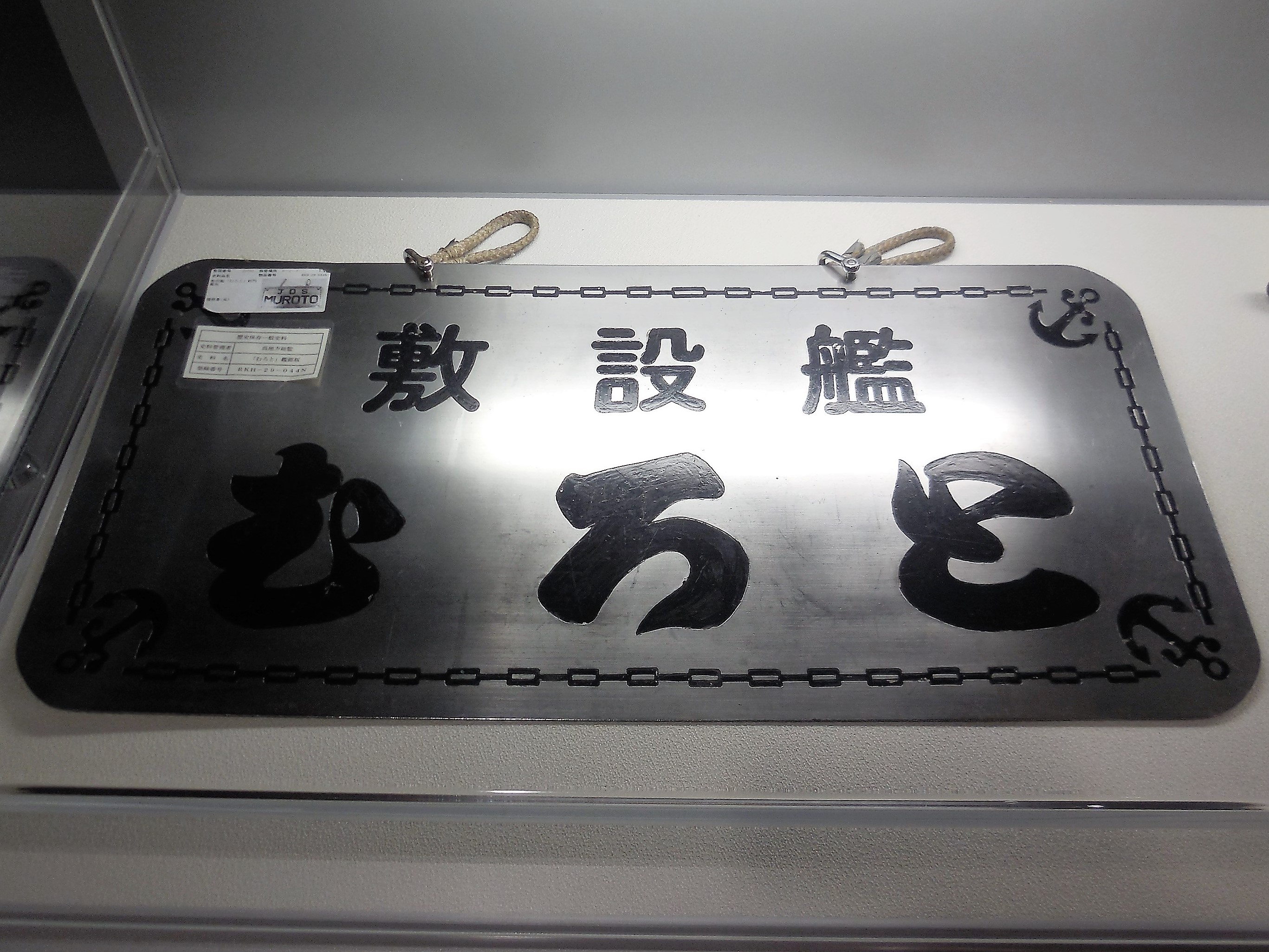
Bảng tên của JS Muroto được trưng bày tại Bảo tàng Lịch sử Lực lượng Phòng vệ trên biển Kure.
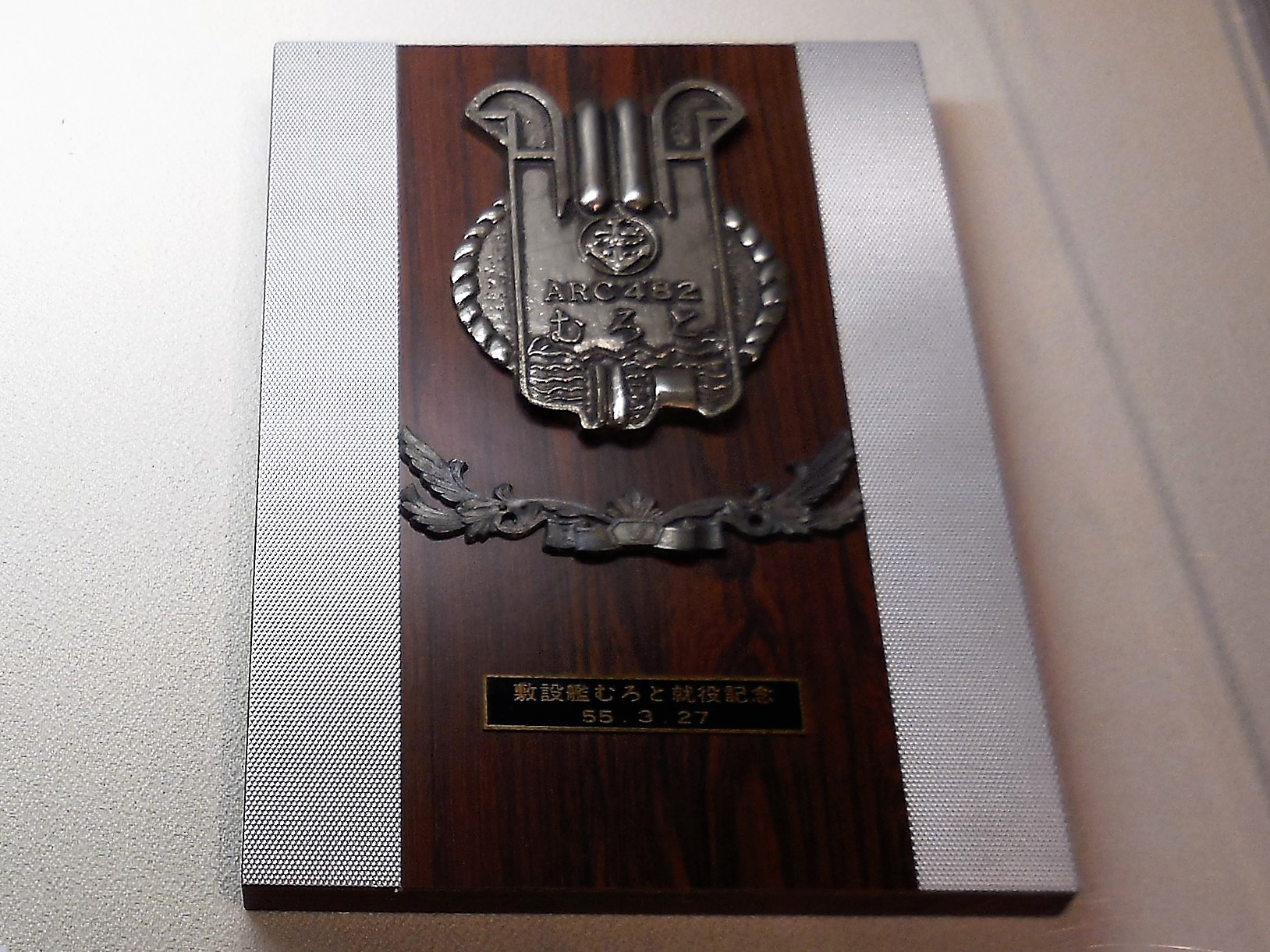
Biểu tượng của JS Muroto.
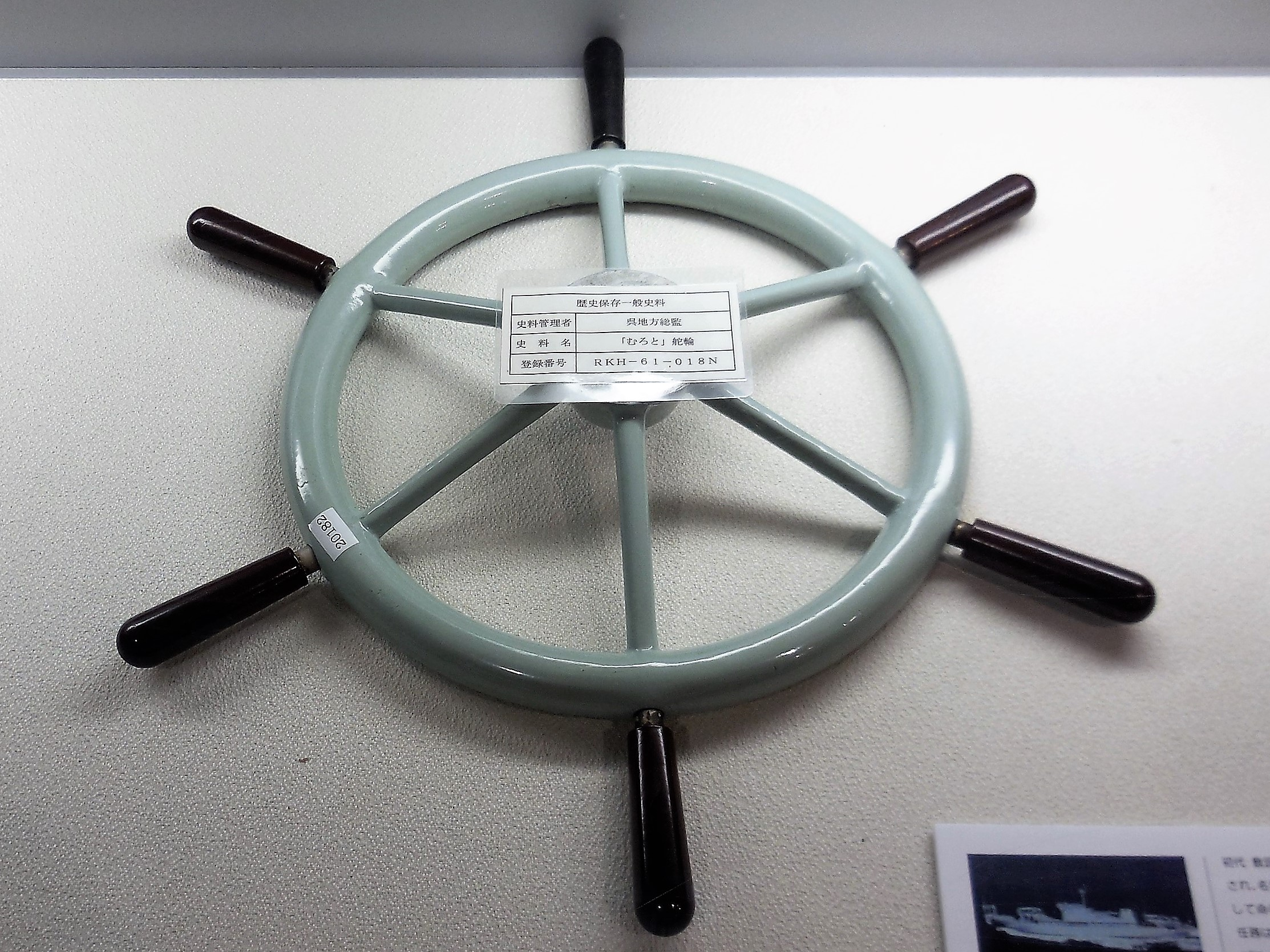
Bánh lái của JS Muroto được trưng bày tại Bảo tàng Lịch sử Lực lượng Phòng vệ trên biển Kure.